# Urszula Zybura
Urszula Irena Zybura (ur. 22 czerwca 1952 w Kaliszu) – polska poetka i aforystka, prezes Zarządu Wielkopolskiego Oddziału Związku Literatów Polskich, wydawca, esperantystka.

## Życiorys
Ukończyła studia na Wydziale Pedagogiczno-Artystycznym w Kaliszu Uniwersytetu im. Adama Mickiewicza w Poznaniu oraz psychologię na Wydziale Nauk Społecznych w Instytucie Psychologii poznańskiego UAM.
Debiutowała w sylwestrowym numerze dwutygodnika Politechniki Wrocławskiej "Sigma" (1975/1976) jako autorka aforyzmów. Wydała sześć zbiorków aforyzmów oraz wspólny zbiorek aforyzmów jednosłownych razem z lekarzem i uzdrowicielem  Henrykiem Słodkowskim. Wydała też aforyzmy w wersji polsko-niemieckiej "Verwirrte Aphorismen". Opublikowała dwa tomiki poezji w Wydawnictwie Literackim w Krakowie: "Nieuleczalnie żywa" i "Na wieki wieków chwilka" (oba recenzowane przez Wisławę Szymborską) oraz zbiorki wierszy i haiku. W r. 1995 w Krakowie jej wiersz ,,Życie" zaśpiewała Agnieszka Hekiert z zespołem Take 5 i została laureatką jednej z trzech głównych nagród w festiwalu Studenckiej Piosenki Poetyckiej.
Zybura tłumaczy polską poezję i aforyzmy na esperanto; w 1992 ukazał się zbiór jej własnych aforyzmów i wierszy oraz przetłumaczonych przez nią poezji Cz. Miłosza w języku esperanto zatytułowany Alproksimigoj malproksimigas. Wiersze i aforyzmy Zybury przetłumaczono m.in. na język niemiecki, angielski, włoski, esperanto, grecki i rumuńskim. Prowadzi psychoterapię według autorskiego programu "Afirmacje i aforyzmy. Słowa, które leczą". Napisała książkę na ten temat: "Akademia Szczęścia. Słowa, które leczą. Afirmacje i aforyzmy". Jej poezje śpiewa Aleksandra Kiełb-Szawuła oraz Patrycja Kliber. Dotychczas wydała 20 książek.

## Publikacje
Aforyzmy
- "Aforyzmy", Kalisz: Wojewódzki Dom Kultury, 1984.
- "Zbliżenia oddalają czyli paradoksy", Warszawa: Reprint, 1991.
- "Alproksimigoj malproksimigas", Kalisz, Urząd Miejski, 1992
- "444 nowe aforyzmy", Kalisz: Wydawnictwo "KROPKA", 1997.
- "Zyburki i inne aforyzmy", Kalisz: Wydawnictwo "KROPKA", 1998.
- "Verwirrte Aphorismen", Kalisz: Kropka, 2003.
- "Zyburaki – aforyzmy prawie bezsłowne", Kraków: Miniatura, 2006.
- "Achforyzmy. Ukfialogramy. Henioterapia", Kraków: Miniatura, 2008 (wspólnie z Henrykiem Słodkowskim).
- "Myśli pokręcone", Kraków: Miniatura, 2011.

Wiersze
- "Ludzkie psy", Ostrów Wlkp., MPiK, 1983
- "Nieuleczalnie żywa", 1986.
- "Na wieki wieków chwilka", 1994
- "Miłość jest bardziej niż najbardziej", Kalisz: Kropka, 1997.
- "Haiku", Kalisz: Kropka, 1997.
- "Haiku", Kalisz: Kropka, 1998.
- "Już kochać ciebie się zatracam", Kalisz: Kropka, 2002.
- "Haiku wszelkie", Kraków: Miniatura, 2009.
- "212 wierszy", Kraków: Miniatura, 2012.

Inne
- "Akademia Szczęścia. Słowa, które leczą. Afirmacje i aforyzmy", Kalisz: Kropka, 2002.